# شیرجه در المپیک تابستانی ۱۹۵۶

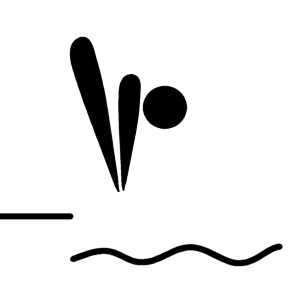
طرح گرافیکی شیرجه

شیرجه در بازی‌های المپیک تابستانی ۱۹۵۶ نام رویداد ورزش شیرجه در بازی‌های المپیک تابستانی بود که در سال ۱۹۵۶ برگزار شد.

## جدول مدال‌ها
| رتبه | کشور                      | طلا | نقره | برنز | مجموع |
| ۱    | ایالات متحده آمریکا (USA) | ۳   | ۴    | ۲    | ۹     |
| ۲    | مکزیک (MEX)               | ۱   | ۰    | ۱    | ۲     |
| ۳    | کانادا (CAN)              | ۰   | ۰    | ۱    | ۱     |